# Символ хаосу
Символ Хаосу (також відомий як Зірка Хаосу) походить від оповідань Майкла Муркока Елріка з Мелнібоне та їхньої дихотомії Закону та Хаосу. У них Символ Хаосу складається з восьми стріл у радіальному порядку.
Символ був прийнятий у рольових іграх, таких як Warhammer і Dungeons & Dragons, а також у сучасних окультних традиціях, де він представляє магію хаосу, а також як частина субкультури панк-року та гілок сучасного анархізму.

## Історія
Майкл Муркок задумав цей символ під час написання перших оповідань про Елріка з Мелнібоне в 1960-х роках. Пізніше це стало поширеним у масовій культурі, з'являючись в окультних традиціях та рольових іграх. В інтерв'ю Муркок описав, як він розробив символ: